# Xi Hydrae
Xi Hydrae ( Hydrae) é uma estrela na direção da constelação de Hydra. Possui uma ascensão reta de 11h 33m 00.26s e uma declinação de −31° 51′ 27.1″. Sua magnitude aparente é igual a 3.54. Considerando sua distância de 129 anos-luz em relação à Terra, sua magnitude absoluta é igual a 0.55. Pertence à classe espectral G8III.